# Cantonul Bruyères
Cantonul Bruyères este un canton din arondismentul Épinal, departamentul Vosges, regiunea Lorena, Franța.

## Comune
- Aydoilles
- Beauménil
- Bruyères (reședință)
- Champ-le-Duc
- Charmois-devant-Bruyères
- Cheniménil
- Destord
- Deycimont
- Docelles
- Dompierre
- Fays
- Fiménil
- Fontenay
- Girecourt-sur-Durbion
- Grandvillers
- Gugnécourt
- Laval-sur-Vologne
- Laveline-devant-Bruyères
- Laveline-du-Houx
- Lépanges-sur-Vologne
- Méménil
- La Neuveville-devant-Lépanges
- Nonzeville
- Padoux
- Pierrepont-sur-l'Arentèle
- Prey
- Le Roulier
- Sainte-Hélène
- Viménil
- Xamontarupt